# Крибель, Анна
Анна Биргитте Крибель (норв. Anna Birgitte Kriebel или Kribel, в замужестве нередко Крибель-Ванзо, Kribel-Vanzo; 1861, Тронхейм — 1 февраля 1926) — норвежская оперная певица (сопрано).
Дочь столяра. Училась пению в своём родном городе. В 1886 г. встречалась с Эдвардом Григом, крайне лестно отозвавшимся в частном письме о её голосе, выучке и эмоциональности. В 1887 г. выступала в Париже на вечерах скандинавской музыки, организованных Оскаром Кометтаном (аккомпанировал Жозеф Жемен); «юная норвежка большого дарования» была отмечена рецензентом. Затем пела в Германии. 
В 1889 г. дебютировала на итальянской сцене, выступив, в частности, в Ливорно в партии Маргариты Валуа в «Гугенотах» Джакомо Мейербера; критика отмечала, что она наделена голосом сильным и звонким. Этим спектаклем дирижировал Витторио Ванзо, за которого Крибель двумя годами позже вышла замуж. В дальнейшем она часто выступала вместе с мужем (и как с дирижёром, и как с пианистом-аккомпаниатором), в том числе на сцене миланского театра Ла Скала. 
Изредка Крибель возвращалась и в Норвегию: так, в 1902 г. она по приглашению Юхана Халворсена пела в Осло Донну Анну в «Дон Жуане» Моцарта, а в 1906 году вновь прибыла в Норвегию, чтобы 22 июня исполнить одну из сольных партий в «Коронационной кантате» Халворсена, впервые исполнявшейся по случаю коронации первого короля независимой Норвегии Хокона VII. В дальнейшем вместе с мужем преподавала в основанной им в Милане школе вокалистов.